# Stara Gradiška (obóz koncentracyjny)
Stara Gradiška – obóz koncentracyjny i obóz śmierci z czasów II wojny światowej, założony przez ustaszów w sierpniu 1941 na terenie byłego zakładu karnego w Chorwacji. Podobóz obozu koncentracyjnego Jasenovac.
Przeznaczony głównie dla kobiet i dzieci. Więźniów głodzono, torturowano, stosowano wobec nich eksperymenty medyczne. Zabijano poprzez zagazowanie lub duszenie za pomocą strun fortepianowych.
Od października 1942 roku komendantem był Miroslav Filipović-Majstorović, wyrzucony z zakonu franciszkanin, powszechnie zwany „bratem szatanem”.
Całkowita liczba ofiar obozu wynosi – według różnych źródeł – 36–75 tysięcy. Zidentyfikowano 12 790 ofiar. Większość pomordowanych stanowili Serbowie, wśród nich działaczki ruchu oporu – Magda Bošković i Nada Dimić.
Obóz został wyzwolony w 1945 roku przez partyzantów Tity.